# Gustave de Rothschild

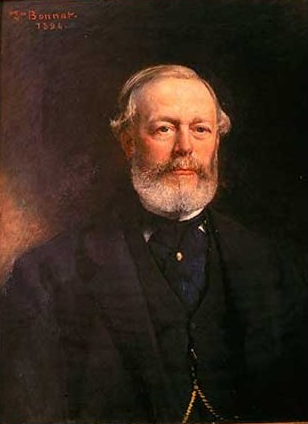
Gustave de Rothschild (1894)

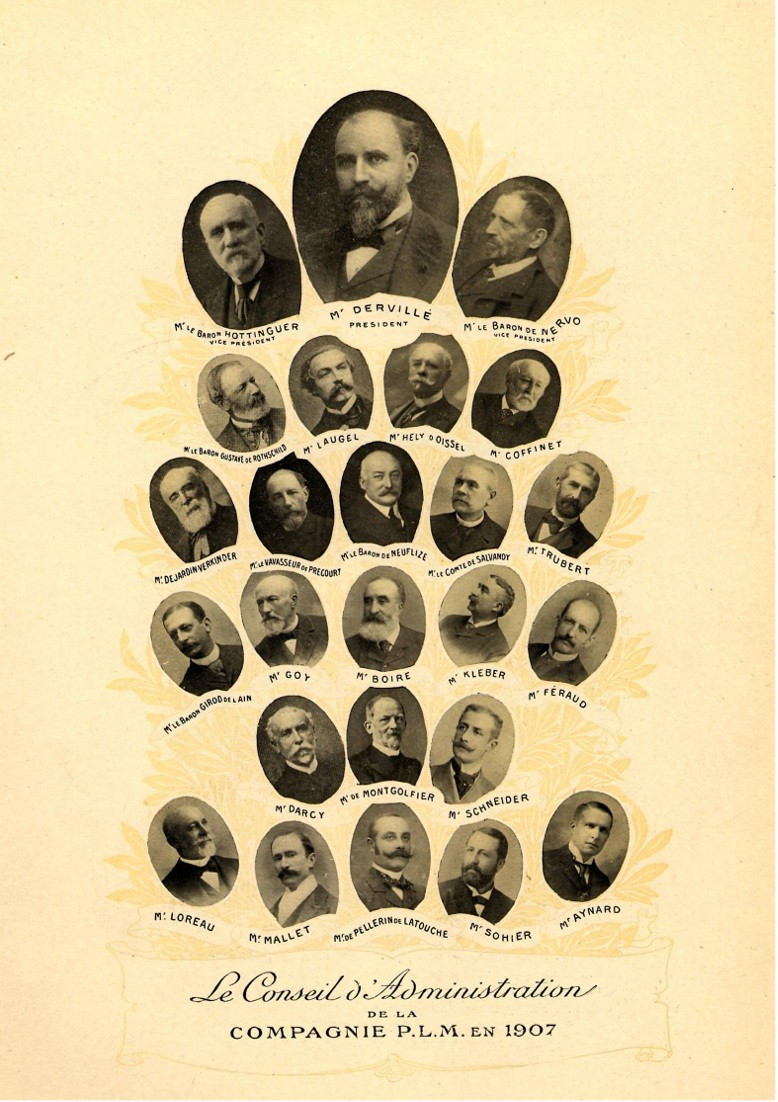
Gustave de Rothschild in der Paris-Lyon-Marseilles (PLM) company

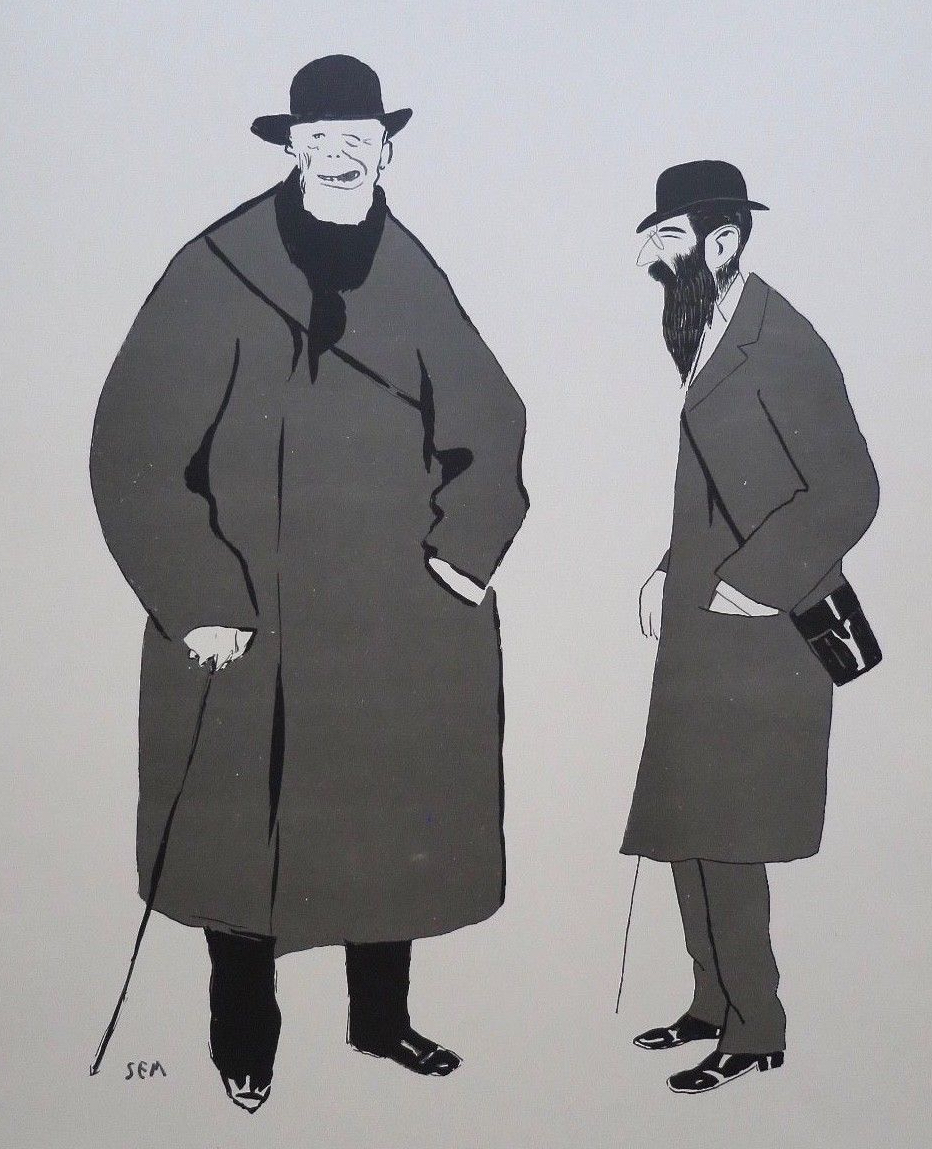
Zeichnung von Gustave de Rothschild und seines Schwiegersohnes Baron Emmanuel Léonino des Gesellschaftschronisten der Belle Époque Georges Goursat („Sem“)

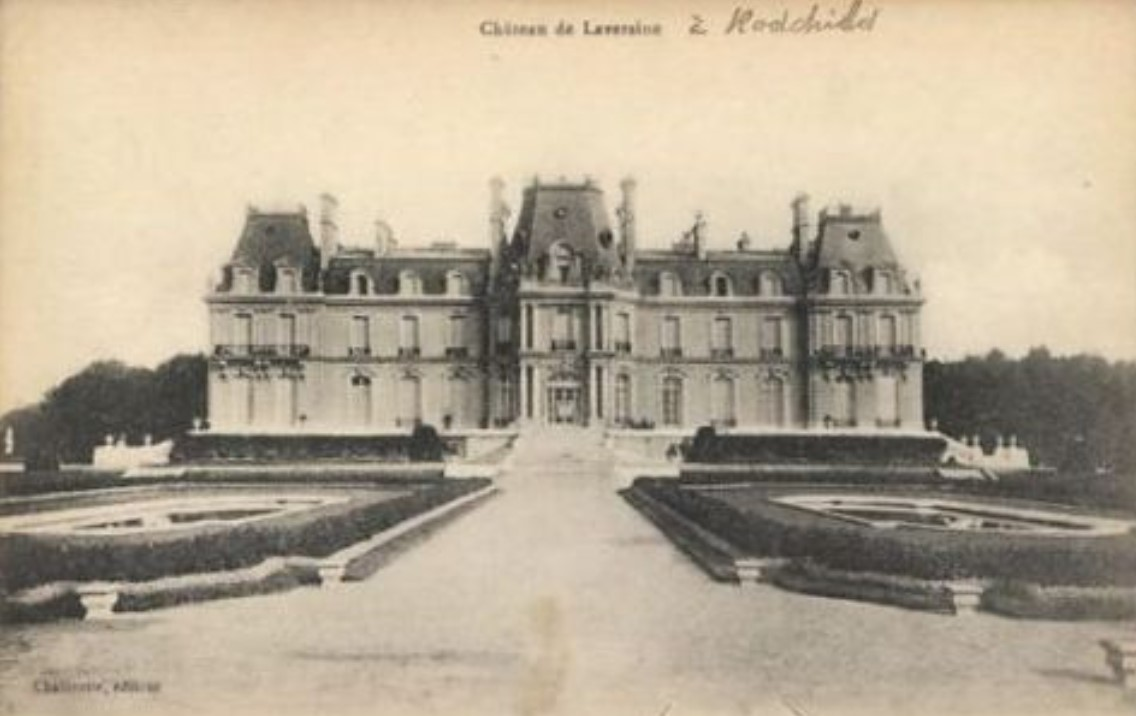
Château de Laversine bei Chantilly

Gustave de Rothschild (voller Name Gustave Samuel James de Rothschild, geboren 17. Februar 1829 in Paris; gestorben 28. November 1911 ebenda) gehörte zum französischen Zweig der Bankiersfamilie Rothschild.

## Leben
Gustave de Rothschild wurde als zweiter der vier Söhnen des Barons Jakob Rothschild und dessen Cousine Betty von Rothschild (Tochter von Salomon Mayer von Rothschild des österreichischen Zweiges der Bankiersfamilie Rothschild) geboren. Er besuchte das Collège Bourbon und absolvierte eine Lehre in Frankfurt am Main. In seinem späteren Erwachsenenleben teilte er die Geschäftsführung von der Bank Rothschild Frères, erster Aktionär der Banque de France, mit seinem älteren Bruder Alphonse und war Direktor des im Rothschild-Besitz befindlichen Chemin de fer du Nord und der P.L.M. Compagnie.
Er war österreich-ungarischer Generalkonsul und Mitglied der Ehrenlegion. Nach dem Tod seines Vaters erbte er ein beträchtliches Vermögen, mit dem er für von 2,7 Millionen Francs zwei benachbarte Stadtpaläste in Paris erwarb, die er in den Folgejahren von seinem Architekten Alfred-Philibert Aldrophe zum Hôtel de Marigny umbauen ließ, die – als Nachbargebäude des Élysée-Palastes – seit 1971 dem französischen Staat gehört und als Gästehaus genutzt wird.
Bei Chantilly, in Saint-Maximin, 55 km nördlich von Paris erwarb er im Jahr 1874 einen riesigen Grundbesitz, auf dem er ab 1880 ein Jagdschloss (Château des Hayes oder Château de Laversine) errichten ließ. 
Als Kunstsammler erwarb er Werke von Rembrandt und Frans Hals.
Er züchtete prestigeträchtige Pferde und gründete mit seinem Bruder Alphonse 1875 eines der berühmtesten Gestüte Frankreichs, das Haras de Meautry, früher Meautrix, um ein Herrenhaus aus dem 16. und 17. Jahrhundert herum. Das gesamte Gut umfasste fast hundert Hektar.
Er war der Liebhaber von Marguerite Durand, der exzentrischen Suffragette, die mit einer Löwin in Paris spazieren ging. Er unterstützte ihr Projekt der feministischen Tageszeitung La Fronde (1897–1905) finanziell, das mit einer Auflage von 50.000 Exemplaren begann und zu Beginn des Jahrhunderts bereits eine Auflage von 200.000 Zeitungen erreichte.

### Familie
Gustave de Rothschild heiratete im Jahr 1859 Cécile Anspach (1840–1912), mit der er sechs Kinder hatte, von denen jedoch zwei bereits in jungen Jahren verstarben.
1. Octave (1860–1860)
2. Zoé Lucie Betty (1963–1916), ⚭ Bankier Léon Lambert (1851–1919)
3. Aline Caroline (1967–1909), ⚭ Sir Albert Edward Sassoon (1856–1912)
4. Bertha Juliette (1870–1896), ⚭ Bankier Emmanuel Léonino (1864–1936)
5. André (1874–1877)
6. Robert (1880–1946), ⚭ Gabrielle Nelly Beer (1886–1945)